# Giulio Cesare Barbetta
Giulio Cesare Barbetta (né en 1540 à Padoue – mort en 1603) est un compositeur italien. Il a composé pour le luth.

## Biographie
Barbetta peut être considéré comme le luthiste le plus important de la seconde moitié du XVIe siècle italien. L'essentiel de sa production se situe dans les madrigaux, la plus importante forme musicale profane de son temps, mais aussi dans les Canzonette et les Fantaisies. Il est considéré comme le premier compositeur qui a écrit des partitions publiées pour le luth à sept cordes. Les œuvres de Giulio Cesare Barbetta ont été éditées par Angelo Gardano à Venise en tablature italienne.

## Œuvres
- Primo libro de intavolatura de liuto (Venise, 1569)
- Neu Lautenbuch auf 6 und 7 Chorseyten (Strasbourg, 1582)
- Intavolatura de liuto (Venise, 1585)
- Intavolatura de liuto (Venise, 1603)

Œuvres didactiques
- Tabulae musicae testudinariae (Strasbourg, 1582)